# Rui Silva
Rui Manuel Monteiro da Silva CvIH • ComIH (Santarém, 3 de agosto de 1977) é um atleta português, especialista em meio fundo, designadamente os 1500 e os 3000 metros. Medalha de Bronze nos Jogos Olímpicos de Atenas, em 2004, conquistou 10 medalhas em grandes competições internacionais, com as cores de Portugal, entre as quais 1 título de campeão mundial e 3 títulos de campeão europeu (em pista coberta), afirmando-se como um dos melhores atletas portugueses de sempre. Representou o Sporting Clube de Portugal entre 1996 e 2016, quando mudou para o Benfica.

## Carreira

### Do Futebol para o Atletismo
Rui Silva começou no futebol, nos iniciados do União de Santarém, antes de fazer a passagem para o atletismo, aos 15 anos, seduzido pelo treinador do Estrela Ouriquense, Pedro Barbosa. Um ano mais tarde sagrou-se campeão nacional de juvenis, em corta-mato. Impressionado com as capacidades do jovem de Santarém, o seu treinador entrou em contacto com o Sporting Clube de Portugal, com o objectivo de proporcionar melhores condições de trabalho e desenvolvimento para o atleta. O convite dos Leões, um dos clubes nacionais com maior tradição no atletismo, surge em 1995, pouco antes da sua subida a sénior. Foi já em Alvalade que Rui Silva começou a treinar com Bernardo Manuel, na companhia dos gémeos Domingos e Dionísio Castro, com quais estabeleceu uma forte amizade. No mesmo ano, classifica-se em 6.º Lugar nos Europeus de juniores e na época seguinte fica em 8.º Lugar no Mundial, do mesmo escalão.

### Estreia em Europeus e Mundiais
Os bons resultados enquanto junior davam a entender que a adaptação ao atletismo ao mais alto nível não seria um problema para Rui Silva. Mas nada faria supor uma estreia tão forte em grandes competições internacionais. Em 1998, com apenas 20 anos, o meio fundista surpreende tudo e todos e conquista a medalha de ouro nos Europeus de Pista Coberta de Valência, na prova de 1500 metros, com o tempo de 3.44,57. Numa ponta final fortíssima, Rui Silva deixou para trás a concorrência do francês Abdelkader Chékhémani e do russo Andrey Zadorozhniy. A 20 de Agosto do mesmo ano,na capital húngara Budapeste, o atleta leonino sagra-se vice-campeão europeu ao ar livre, provando que a sua conquista em indoor não tinha sido apenas um golpe de sorte. O jovem escalabitano apenas ficou atrás do espanhol Reyes Estévez, com o tempo de 3.41,84, num pódio totalmente ibérico, pois outro espanhol, Fermín Cacho, campeão olímpico de Barcelona, levou a medalha de bronze. Estes foram uns Europeus de sucesso para as cores lusitanas, que conquistaram um total de 6 medalhas, incluindo os títulos de António Pinto e Manuela Machado, nos 10000 metros e Maratona, respectivamente.
A 6 de Outubro de 1998 foi feito Cavaleiro da Ordem do Infante D. Henrique.
Em 1999, Rui Silva conquistou o título de campeão da Europa, no escalão de sub-23, reforçando o estatuto de um dos melhores atletas mundiais de 1500 metros. Já antes, em Março, o atleta nacional havia sido 5.º Classificado nos Mundiais de pista coberta de Maebashi (Japão), numa prova fantástica em que ficou a meio segundo do bronze. Restou a consolação de ter batido o record de Portugal, com o tempo de 3.34,99, primeira vez que um corredor nacional conseguiu baixar os 3 minutos e 35 segundos, em 1500 metros, a nível indoor. Não correu tão bem foi a participação nos Mundiais de Sevilha, disputados em Agosto do mesmo ano. A prova de 1500 metros até estava a correr bem ao atleta português, mas uma queda quando estava a começar o sprint final para a meta, deitou tudo a perder e Rui Silva acabou naturalmente em último lugar da sua meia final, matando de imediato os seus projectos para a competição.
Em ano de estreia nos Jogos Olímpicos, o meio fundista nacional começou em grande, com mais um lugar no pódio europeu. Em Gent, sagrou-se vice-campeão europeu em pista coberta, depois duma meia final complicada onde se apurou apenas no 10.º posto entre 12 qualificados. Na final dos 3000 metros, a história foi diferente, e apenas o irlandês Mark Carrol impediu novo título de  campeão da europa. A nível de clubes, ajudou a sua equipa, o Sporting Clube de Portugal a fazer história, sagrando-se pela primeira vez campeão da europa por clubes, no sector masculino. Rui Silva venceu ambas as provas que disputou, os 1500 e os 3000 metros, dando decisivo contributo para o triunfo dos verde e brancos por apenas meio ponto, sobre a equipa russa do Luch.

### Desilusão nos Jogos Olímpicos de Sydney
Como campeão da europa em indoor, dos 1500 metros, o jovem de 23 anos era um dos cabeças de cartaz para a participação lusa em Sydney, e a esperança era de conquistar uma medalha. No entanto as coisas não correram pelo melhor e a corrida foi desastrosa, com um resultado totalmente inesperado, a eliminação precoce da competição, logo nas qualificações. Rui Silva, que tinha tido uma virose poucos dias antes, não teve rasgo para responder à velocidade da sua corrida e conseguiu apenas o 32.º melhor tempo no conjunto das 3 séries, com um tempo 11 segundos mais lento que o seu record de Portugal.

### Regresso às vitórias
Apostado em esquecer aquela que foi provavelmente a grande desilusão da sua carreira desportiva, o corredor do Sporting CP virou baterias para os Mundiais de 2001, tanto a nível indoor como em pista. Os resultados dificilmente podiam ter sido mais positivos, com o seu primeiro título de campeão do Mundo, conquistado no Pavilhão Atlântico, em Lisboa. A jogar em casa, e num pavilhão praticamente em estado de ebulição, o português foi o melhor tempo da semifinal, mas não teve uma final fácil. O espanhol Reyes Estévez e o campeão olímpico Noah Ngeny dificultaram bastante a tarefa ao português, que numa prova muito táctica soube esperar pelo momento certo para atacar, ultrapassando ambos na recta da meta. Foi a vitória mais importante da sua carreira, até à altura, especialmente por ter sido conseguida no seu País. Em Agosto, nos Mundiais ao ar livre, em Edmonton, o sucesso não foi repetido e o representante português terminou a final no 7.º lugar. O resultado não foi considerado um fracasso, dadas as condições em que o atleta se encontrava uma semana antes da competição, com febres altas, que só baixaram com uma injecção de penicilina. A prova foi ganha por Hicham El Guerrouj, estrela marroquina do meio fundo, que se viria a sagrar campeão olímpico em Atenas, tanto nos 1500 como nos 5000 metros.
Rui Silva conquistou mais 3 medalhas nos anos que antecederam os Jogos Olímpicos de Atenas, em 2004. Em Viena, renovou o título de campeão europeu de pista coberta, em Março de 2002. Super-favorito para a prova dos 1500 metros, o sportinguista bateu Juan Carlos Higuero ao sprint, conquistando o bi-campeonato europeu indoor, com o tempo de 3.35,86. Nos Europeus de Agosto, a medalha conquistada foi de bronze, a sua estreia no último lugar do pódio em grandes competições internacionais. Em Munique, o campeão português ficou atrás do promissor atleta francês Mehdi Baala e do espanhol Reyes Estévez, com a vitória de Baala apenas a ser decidida em photo finish. Reyes Estévez ainda julgou ter ganho e celebrou a vitória com a volta de honra, antes da decisão oficial ter saído. A corrida foi lenta demais, contra as preferências de Rui Silva, que conquistou a medalha de bronze por apenas 3 centésimos, graças a um esforço final impressionante. 2003 não foi um ano tão simpático para o escalabitano, que não passou das qualificações nos Mundiais de pista coberta em Birmingham e ficou em 5.º Lugar nos Mundiais de Paris. No entanto, os resultados voltariam à normalidade, em vésperas de Jogos Olímpicos, com a medalha de prata do Campeonato Mundial de Pista Coberta, Budapeste 2004, na prova dos 3000 metros. O recordista português da distância apenas perdeu para o queniano Bernard Lagat, provando que foi boa a aposta em competir nesta distância, tão perto dos Jogos de Atenas.

### Medalha de bronze nos Jogos Olímpicos de 2004
Quatro meses depois do vice-campeonato mundial indoor, Rui Silva ainda escaldado pelo rotundo fracasso de Sydney não prometia medalha, e apenas revelava ambicionar um lugar na final dos 1500 metros. O discurso humilde deu frutos e o meio fundista nacional apareceu em prova em grande forma, muito motivado para conseguir um resultado digno de registo. Durante a final da prova, manteve-se sempre para trás da corrida, na expectativa, uma imagem de marca do português, evitando gastos de energia desnecessários. À entrada da última volta começou a atacar em força, mas a 200 metros do final ainda estava no 6.º lugar. À entrada da recta da meta, a estratégia revelava-se totalmente acertada, pois já se encontrava em 4.º lugar e parecia claramente mais rápido e fresco que Timothy Kiptanui, atleta do Quénia, que se encontrava no último lugar medalhável. A diferença de velocidades era tão grande que o português ainda teve tempo de abrandar a 20 metros do final da prova, para festejar a conquista duma medalha de bronze histórica, que já não iria mais fugir. El Guerrouj venceu como era expectável, com o tempo de 3.34,18, a medalha de prata caiu para Bernard Lagat com 3.34,30, sem surpresas. O grande destaque foi mesmo para o europeu que se intrometeu no meio de outros quatro atletas africanos, para conseguir a medalha de bronze, com o tempo de 3.34,68. Esta foi a terceira medalha olímpica de Portugal nos Jogos de Atenas, depois das medalhas de prata de Francis Obikwelu, nos 100 metros e Sérgio Paulinho, no ciclismo. Pouco mais de duas semanas depois de completar 27 anos, Rui Silva logrou conquistar a 20.ª medalha olímpica portuguesa da história.

### Lesões e afastamento dos Jogos de Pequim
Depois do sucesso na maior competição desportiva do mundo, o atleta do Sporting CP voltaria a ter motivos para sorrir, logo no ano seguinte, com a sua primeira medalha em Campeonatos do Mundo, ao ar livre. Na capital finlandesa, Helsínquia, Rui Silva garantiu o terceiro lugar do pódio, a apenas 2 segundos do marroquino Kaouch, que garantiu a prata. Com alguns problemas recorrentes de lesões, esta seria a sua última grande vitória até 2007, ano em que o ribatejano passou a trabalhar com João Campos, treinador da campeã olímpica Fernanda Ribeiro. Uma nova experiência, em Corta-Mato, resulta na medalha de bronze no Campeonato Europeu da categoria, depois de ter falhado o Campeonato da Europa de Atletismo em Gotemburgo (2006), a Taça da Europa (2007) e os Mundiais de Osaka (2007), falhando também posteriormente o Mundial de pista coberta de Valência (2008).
No seguimento de todas estas ausências, devido a lesões, foi sem surpresa que o meio fundista de Santarém falhou a presença nos Jogos Olímpicos de Pequim. Tendo afirmado que só iria participar na prova se estivesse em condições físicas de garantir nova medalha, uma lesão abdominal não deu descanso ao atleta, que ficou assim impossibilitado de alcançar os mínimos para a competição e defender o seu 3.º lugar de 2004.

### Tri-campeão europeu indoor
Em 2009 regressou o melhor Rui Silva, com o terceiro título europeu dos 1500 metros, de pista coberta, garantido em Turim, com um tempo de 3.44,38. Na final da prova, o espanhol Diego Ruiz e o francês Yoann Kowal, que completaram o pódio, terminaram a distância considerável do português. No entanto, apenas cinco meses depois, o atleta leonino voltaria aos maus resultados, com uma eliminação nas meias finais dos Mundiais de Berlim. O ribatejano terminou mesmo a sua série no último lugar da classificação, com um tempo muito modesto. Rui Silva só voltou aos grandes palcos, ano e meio depois do fracasso de Berlim. O 6.º lugar com que terminou a prova dos 3000 metros, nos Europeus de pista coberta de Paris, acabou por ser relativamente positivo, tendo em conta o tempo de ausência do atleta de 34 anos. Nos Mundiais de pista de 2011, em Daegu, Rui Silva participou em duas provas diferentes, e com sucessos também distintos. Nos 5000 metros a participação do português saldou-se num fracasso, com um modesto 32.º lugar da geral, eliminado nas séries de qualificação, com um tempo de 13.50,16 minutos, quase 17 segundos de atraso para o vencedor da sua série, Bernard Lagat. Na corrida de fundo, o resultado foi bem mais animador, com um 11.º lugar final, com a marca de 28.48,62. Tratou-se, no fundo, de uma boa forma de acumular experiência em águas relativamente desconhecidas para o meio fundista, e logo numa competição tão exigente como o Campeonato do Mundo.

### Nova lesão e afastamento dos Jogos Olímpicos de Londres
Com expectativa de participar nos Jogos Olímpicos de Londres, em 2012, Rui Silva preparou-se com afinco durante os meses que mediaram o final do Campeonato do Mundo e o começo das Olimpíadas. A fortuna, porém, não esteve consigo e com mais uma lesão, o atleta do Sporting CP falhou, pela segunda vez consecutiva, o maior certame do desporto mundial, deixando a comitiva portuguesa ainda mais enfraquecida, depois das lesões confirmadas de Nélson Évora, campeão olímpico do triplo salto, Naide Gomes e Francis Obikwelu.
A 27 de Maio de 2015 foi elevado a Comendador da Ordem do Infante D. Henrique.

## Palmarés

### Jogos Olímpicos
- Atenas 2004 (1500 metros) - Medalha de Bronze
- Sydney 2000 (1500 metros) - (Qualificações)

### Campeonatos do Mundo
- Daegu 2011 (10000 metros) - (11.º lugar)
- Daegu 2011 (5000 metros) - (Qualificações)
- Berlim 2009 (1500 metros) - (Meias Finais)
- Helsínquia 2005 (1500 metros) - Medalha de Bronze
- Paris 2003 (1500 metros) - (5.º lugar)
- Edmonton 2001 (1500 metros) - (7.º lugar)
- Sevilha 1999 (1500 metros) - (Meias Finais)

### Mundiais de Pista Coberta
- Budapeste 2004 (3000 metros) - Medalha de Prata
- Birmingham 2003 (1500 metros) - (Qualificações)
- Lisboa 2001 (1500 metros) - Medalha de Ouro
- Maebashi 1999 (1500 metros) - (5.º lugar)

### Campeonatos da Europa
- Munique 2002 (1500 metros) - Medalha de Bronze
- Budapeste 1998 (1500 metros) - Medalha de Prata

### Europeus de Pista Coberta
- Paris 2011 (3000 metros) - (6.º lugar)
- Turim 2009 (1500 metros) - Medalha de Ouro
- Viena 2002 (1500 metros) - Medalha de Ouro
- Gent 2000 (3000 metros) - Medalha de Prata
- Valência 1998 (1500 metros) - Medalha de Ouro

### Outros Títulos
Europeu de sub-23:
- (1998 Gotemburgo) (1500 metros) - Medalha de Ouro

Europeu de Corta-Mato:
- (2007) Corta-Mato - Medalha de Bronze

Europeu de Corta-Mato (por equipas):
- (2010) Corta-Mato - Medalha de Prata
- (2007) Corta-Mato - Medalha de Prata

Taça dos Clubes Campeões Europeus (por equipas):
- (2000) - Medalha de Ouro

## Recordes Pessoais
- 800 metros: 1.44,91 (San Sebastian - 2002) - (Recorde Nacional)[29]
- 1000 metros: 2.16,30 (Nice - 1999)
- 1500 metros: 3.30,07 (Mónaco - 2002) - (Recorde Nacional)[29]
- 2000 metros: 4.54,66 (Berlim - 1999)
- 3000 metros: 7.46,41 (Istambul - 2004)
- 3000 metros: 7.39,44 (Estugarda - 2000) - (Recorde Nacional em Pista Coberta)[30]
- 5000 metros: 13.19,20 (Bergen - 2004)
- 10000 metros: 27.53,55 (Pontevedra - 2011)
- Meia Maratona: 1.02.40 (Lisboa - 2012)